# Ulrich Müller (Politiker)

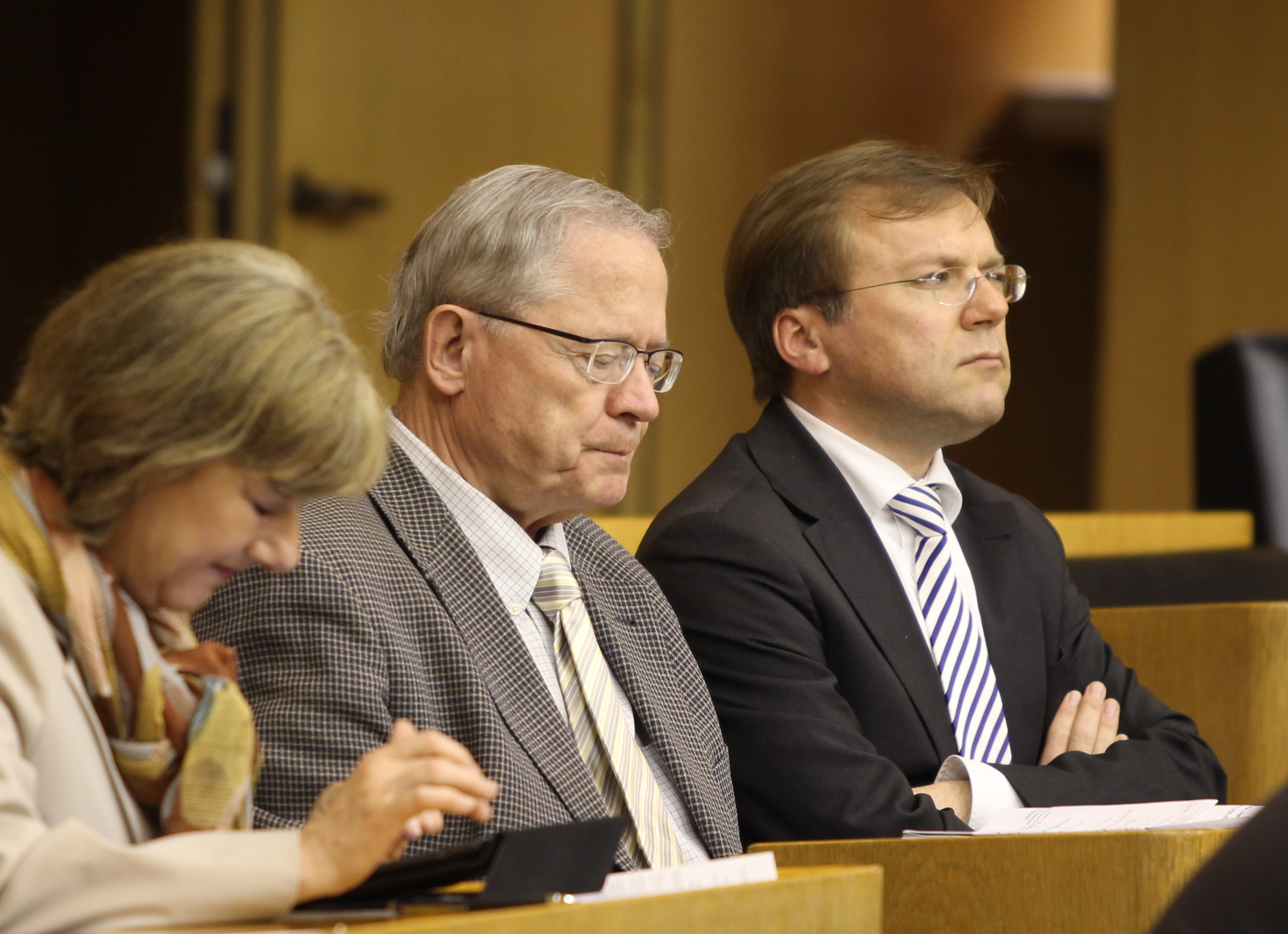
Ulrich Müller (Mitte) neben Paul Nemeth im Plenarsaal des Landtages von Baden-Württemberg, 2013

Ulrich Müller (* 11. Dezember 1944 in Schwäbisch Hall) ist ein deutscher Politiker (CDU). Er war in Baden-Württemberg von 1998 bis 2004 Umwelt- und Verkehrsminister und dann bis 2005 Staatsminister. Von 1992 bis 2016 war er Abgeordneter im Landtag von Baden-Württemberg.

## Leben
Müller wuchs in Oberbayern auf und besuchte die Schule in Mittenwald sowie die Oberrealschule in Garmisch-Partenkirchen, wo er 1965 das Abitur ablegte. Er leistete seinen Wehrdienst ab und studierte ab 1967 Rechtswissenschaft an der Eberhard-Karls-Universität Tübingen, wo er 1975 sein Examen ablegte. Anschließend war er wissenschaftlicher Mitarbeiter des Wirtschaftsrats der CDU e. V. in Bonn und beim Staatsministerium Baden-Württemberg. Von 1983 bis 1996 war Müller Hauptgeschäftsführer der Industrie- und Handelskammer Bodensee-Oberschwaben.
Müllers politische Karriere begann bereits 1962, als er Mitglied der Jungen Union wurde. Seit 1967 ist er Mitglied der CDU. Ab 1980 war er Parlamentarischer Berater für Finanzpolitik der CDU-Landtagsfraktion.
1992 wurde Müller in den Landtag von Baden-Württemberg gewählt, dem er bis 2016 als direkt gewählter Abgeordneter des Wahlkreises 67 (Bodensee) angehörte. Ab 2006 war er Vorsitzender des Umweltausschusses.
1996 holte ihn Ministerpräsident Erwin Teufel in sein Kabinett und übertrug ihm das Amt eines Staatssekretärs im Ministerium für Umwelt und Verkehr unter Minister Hermann Schaufler. Nach dessen Rücktritt wurde Müller im November 1998 selbst Umwelt- und Verkehrsminister. Dieses Amt hatte er bis Juli 2004 inne. Im November 2004 wechselte er als Minister ins Staatsministerium, wo er unter anderem für europäische Angelegenheiten zuständig war. Nach dem Rücktritt Teufels als Ministerpräsident gehörte er dem Kabinett von dessen Nachfolger Günther Oettinger nicht mehr an.
Müller erhielt im Jahr 2000 das Bundesverdienstkreuz, im Jahr 2005 das Bundesverdienstkreuz Erster Klasse. Ferner ist er Ehrensenator der Hochschule Ravensburg-Weingarten. Während seiner Amtszeit gehörte er verschiedenen Gremien an, unter anderem dem Rundfunkrat des Südwestfunks, zudem war er Aufsichtsratsvorsitzender der Flughäfen Stuttgart sowie des Baden-Airparks und bei der Landesstiftung Baden-Württemberg. Seit 2005 ist Müller Aufsichtsratsvorsitzender der Internationalen Bodensee-Tourismus GmbH.
Zwischen 2006 und 2022 war Müller 1. Vorsitzender des im Langenargen am Bodensee beheimateten „Vereins der Freunde des Instituts für Seenforschung und des Bodensees e. V.“, dem er weiterhin angehört.
Müller ist verheiratet und hat vier Kinder. Er lebt in Ravensburg.

## EnBW-Untersuchungsausschuss
Müller war Vorsitzender des Landtagsuntersuchungsausschusses zur EnBW-Affäre. Bei einer Razzia im Privathaus des früheren Ministerpräsidenten Stefan Mappus wurden im Juli 2012 Dokumente sichergestellt, die belegten, dass Mappus von Müller Unterlagen aus dem Untersuchungsausschuss erhalten hatte. (Müller und Mappus kannten sich aus den gemeinsamen Jahren im Umwelt- und Verkehrsministerium 1998–2004.) Als die Staatsanwaltschaft die beschlagnahmten Unterlagen dem Untersuchungsausschuss im Februar 2013 zugänglich machte, erklärte Müller seinen Rücktritt vom Vorsitz, u. a. mit der Begründung: „Auch möchte ich meiner Fraktion wie mir selbst ersparen, ins Zwielicht des Anscheins mangelnder Neutralität zu geraten.“ Nach einer Aussprache in der Fraktion am 19. Februar 2013 entschuldigte er sich öffentlich für seinen Fehler und zog sich ganz aus dem Ausschuss zurück.

## Ehrungen
- Ehrensenator der Hochschule Ravensburg-Weingarten
- 2000: Bundesverdienstkreuz
- 2005: Verdienstkreuz Erster Klasse der Bundesrepublik Deutschland

## Veröffentlichungen
- Basiswissen Bodensee – Eine kompakte Information. Langenargen am Bodensee, Verein der Freunde des Instituts für Seenforschung und des Bodensees e. V., 2. akt. Aufl. 2021. (Basiswissen Bodensee online)
- Der Verein der Freunde des Instituts für Seenforschung und des Bodensees – Seit 100 Jahren engagiert für das »Schwäbische Meer«, Schwäbische Heimat 72. Jahrgang, Heft 2, 2021, S. 65.
- mit Horst Schuh. Denken, reden, überzeugen : Lehr-, Lern- u. Lesebuch zur Diskussionstechnik. Rottweil/Neckar, Verlag Aktuelle Texte. (3. Aufl.) 1980, ISBN 978-3-921312-27-8.